# Kaneohe
Kaneohe ou Kāneʻohe est une zone de recensement (census-designated place ou CDP) de l'île d'Oahu, dans le comté d'Honolulu à Hawaï.
Elle donne son nom à la baie de Kaneohe.

## Démographie
| 2000   | 2010   | - | - | - | - |
| ------ | ------ | - | - | - | - |
| 27 777 | 34 597 | - | - | - | - |